# Кобленц
Ко́бленц (нем. Koblenz, Coblenz, от лат. Confluentes — «сливающиеся», рип. Kowelenz) — город на западе Германии (ФРГ), в государстве (федеральной земле) Рейнланд-Пфальц.
Третий по населённости город в федеральной земле (около 106 000 человек, данные на 2006 год). Город стоит у слияния двух рек — Рейна и Мозеля, соединён мостом с Эренбрейтштейном.

## История
Первые поселения на месте Кобленца датируются около 1000 годом до нашей эры.
Впервые римские войска достигли этих мест под руководством Юлия Цезаря в 55 году до н. э., где и построили мост через Рейн. Около 37 года нашей эры здесь построен римский вспомогательный военный лагерь. Позже, во время военной кампании по завоеванию Германии Магна, Друз основал здесь военный лагерь под именем «Castellum apud Confluentes» — «Укрепление возле слияния рек».
На римской дороге Кобленц был станцией, а потом укреплением и городом в римской провинции.
Остатки моста через Рейн, построенного здесь римлянами в 49 г. н. э., можно увидеть и в наше время. Для защиты моста от германских племен было построено два замка по обеим сторонам реки. Мост был разрушен франками в 259 году. Также недалеко от города находился храм Меркурия, который использовался до V века. В 1100 году упоминается таможня в Коблице, где евреи уплачивали четыре денарии за каждого провозимого ими через неё раба.
В 1018 году город был уступлен германо-римской императором Генрихом архиепископу Трирскому и относился к трирскому архиепископству, а в XIII столетии город вступил в союз рейнских городов. В XVIII столетии город стал резиденцией трирских курфюрстов.
В ходе гражданской 30-летней войны в Германо-римской империи город был разорён, а в 1635 году курфюрст Трирский принял покровительство Франции и передал ей Эренбрейтштейн. В 1635 году Кобленц был последовательно взят шведами, французами и имперцами.
Во время французской переворота (революции) город стал прибежищем для французской эмиграции. В 1794 году город был оккупирован французскими войсками под руководством генерала Марсо, и под властью французов был главным городом Рейн-Мозельского департамента Французской республики. Город, в 1814 году, был освобождён Русскими войсками, и в 1815 году, по Парижскому миру от 1814 года и Венскому конгрессу от 1815 года, передан Пруссии.
На окончание XIX столетия Кобленц главный город и крепость Рейнской провинции, Прусского королевства Германской империи. На 1895 год в нём проживало 35 664 жителя, и большинство из них были католиками.
На 1909 год в городе проживало 53 500 жителей обоего полу.

### Базилика Святого Кастора (Stiftskirche St. Kastor)
Начата постройкой в 836 год за пределами городской черты. На богослужении по её освящению присутствовал король Людовик I Благочестивый. Базилика освящена в честь местного святого раннехристианского пресвитера Кастора Карденского. Именно в ней были проведены предварительные переговоры, которые привели к заключению в 843 году в Вердене договора, который привел к превращению империи франков во Францию, Германию и, через 1000 лет, — Италию. Современный вид базилика приобрела в XII веке.

### Церковь Богоматери (Liebfrauenkirche)
Расположена в самой высокой части города. Строилась в XII—XV веках в романском стиле, но затем получила готический хор и барочные башни.
В 1773 году в городе родился будущий министр иностранных дел и государственный канцлер при правящей в Австрии династии Габсбургов, князь Меттерних, руководитель Венского конгресса в 1814—1815 годах.

### Фонтан в Кобленце
В честь похода Наполеона против России и будущей его победы над ней, французский префект оккупированного города Жюль Дозан заложил фонтан с надписью на камне: «Год 1812 / В память похода против русских / Префект Жюль Дозан» (фр. An MDCCCXII / Mémorable par la campagne contre les Russes / Sous le préfectura de Jules Doazan).
После того как Русские войска освободили Западную Европу от диктатуры Франции, комендантом города генерал-лейтенантом Эммануилом Францевичем Сен-При изначальную надпись на базальтовых блоках фонтана была дополнена: «Прочитано и одобрено русским / комендантом Кобленца / 1 января 1814» (фр. Vu et approuvé par nous commandant / russe de la ville de Coblentz / le 1er janvier 1814).

## Достопримечательности
- Балдуинбрюке (Balduinbrüke) — мост через Мозель (XIV век)
- Замок Кобленц (XVIII век)
- Немецкий угол
- Плюющийся мальчик (Schängel Fontan)
- Главное кладбище
- Французское кладбище
- Крепость Эренбрайтштайн

## Города-побратимы
- Невер, Франция (1963)
- Лондонский боро Харинги, Великобритания (1969)
- Норидж, Великобритания (1978)
- Маастрихт, Нидерланды (1981)
- Новара, Италия (1991)
- Остин, США (1992)
- Петах-Тиква, Израиль (2000)
- Вараждин, Хорватия (2007)

## Известные деятели, связанные с городом
- Макс фон Лауэ — лауреат Нобелевской премии по физике.
- Томас Андерс — певец, бывший участник дуэта Modern Talking.
- Валери Жискар д’Эстен — президент Франции в 1974—1981 гг.
- Молитор, Ян Пётр (1702—1756) — немецкий художник позднего барокко.
- Мария-Магдалина — мать Людвига Ван Бетховена[источник не указан 2967 дней].
- Карл Генрих фон Меттерних-Виннебург (1622—1679) — курфюрст и архиепископ Майнца.
- Йозеф Мариус фон Бабо (1756—1822) — немецкий драматург.
- Бодо Илльгнер (1967) — немецкий футболист, вратарь. Выступал за клубы Кёльн и Реал Мадрид, а также за национальную сборную Германии. Чемпион мира 1990 года. Лучший вратарь Европы 1991 года по версии УЕФА. Лучший вратарь Германии: 1989, 1990, 1991, 1992.
- Август фон Друффель — немецкий историк.